# Alonso Muñoz
Alonso Muñoz (Caravaca, ca. 1512 - 19 december 1568) was een hooggeplaatst Spaans bestuurder. Van november 1567 tot juli 1568 was hij gevolmachtigde van koning Filips II van Spanje in Nieuw-Spanje.

## Afkomst en begin van zijn carrière
Als afstammeling van succesvolle veeboeren, die zich bezighielden met de productie en verkoop van wol, liet Muñoz zich opleiden tot advocaat. Hij trad op als rechter in de Audiencia van Sevilla. In 1556 trouwde hij in die stad met Catalina de Otálora, dochter van Sancho López de Otálora, die lid was van de Raad van de Indiës. In die tijd behoorde Sevilla tot de belangrijkste steden van Spanje. De haven van de stad speelde een belangrijke rol in de handel met de Indiës.
Op 22 maart 1559 werd Muñoz benoemd tot rechter van de Audiencia van Valladolid. Hij ging daar aan de slag op 20 april en bleef er drie jaar.

## Raad van de Indiës
Op 19 september 1562 werd Muñoz benoemd tot lid van de Raad van de Indiës in Madrid. Deze raad was de machthebber over het Spaanse koloniale rijk en was verantwoordelijk voor overheid, bestuur, justitie, belastingen, oorlog en religie. De raad moest voor de koning mensen nomineren voor het bekleden van de hoogste functies binnen de koloniale overheid, stuurde het koloniale bestuur aan en had de bevoegdheid nieuwe wetten in te dienen en op gezag van de koning oude af te schaffen.
In 1564 ondernam de Raad stappen ter bescherming van de scheepvaart tussen Spanje en de koloniën, die werd aangevallen door piraten en rivaliserende kolonisatoren. Er werden oorlogsschepen ingezet om de handelsroute te beschermen. Hierdoor kreeg men te maken met langere reistijden. Een snel schip kon zonder escorte de overtocht maken in drie weken, terwijl daar met bescherming zo'n twee tot drie maanden overheen ging.